# 卡丘格市镇
卡丘格市镇（俄语：Качугское муниципальное образование）是俄罗斯联邦伊尔库茨克州卡丘格区所属的一个市镇。其下辖有11个居民点，行政中心为卡丘格。据2016年统计，该市镇的人口为1505人。